# Bohusdalgruppen
Bohusdalgruppen (BDG) är en svensk militärregiongrupp inom Hemvärnet som har verkat i olika former sedan 1986. Förbandsledningen är förlagd i Gullmarsbasen i Skredsvik.

## Historia
Bohusdalgruppen bildades som en försvarsområdesgrupp den 1 juli 1986, det med bakgrund till att Västkustens marinkommando (MKV) bildades genom att Västkustens militärkommando med Älvsborgs kustartilleriregemente (MKV/KA 4) sammanslogs med Göteborgs och Bohus försvarsområde (Fo 32). Västkustens marinkommando hade det samlade produktionsansvaret för Älvsborgs kustartilleriregemente samt 12. helikopterdivisionen, samt ledningsansvaret för försvarsområdesstaben för Göteborgs och Bohus. Försvarsområdesstaben ledde i sin tur två försvarsområdesgrupper, Göteborgsgruppen och Bohusgruppen i Uddevalla.
Inför försvarsbeslutet 1996 föreslog regeringen till riksdagen att antalet försvarsområdesstaber skulle reduceras, detta med bland annat hänvisning till den då pågående översynen av länsindelningarna. Där bland annat Göteborgs och Bohus län, Skaraborgs län och Älvsborgs län den 1 januari 1998 bildade Västra Götalands län. Inom Södra militärområdet innebar det att fem försvarsområdesstaber skulle avvecklas senast den 31 december 1997. De fem staber som föreslogs för avveckling återfanns i Borås, Kalmar, Skövde, Växjö och Ystad. Då försvarsområdena skulle följa den geografiska länsindelningen, föreslogs det att staben i Göteborg tillsammans med staben i Borås och Skövde skulle bilda ett gemensamt försvarsområde. Den 1 januari 1998 antog Göteborgs och Bohus försvarsområde namnet Västra Götalands försvarsområde. Som stöd till hemvärn och frivilligverksamheten inom före detta Göteborgs och Bohus län och före detta Göteborgs och Bohus försvarsområde kvarstod försvarsområdesgrupperna Göteborgsgruppen och Bohusdalgruppen. I samband med den nya organisationen antogs den 1 januari 1998 namnet Bohusdalgruppen.
Som ett led i försvarsbeslutet 2000 avvecklades försvars- och militärområdena den 30 juni 2000, och från och med den 1 juli 2000 organiserades i dess ställe Militärdistrikt. Därmed avvecklades bland annat Västra Götalands försvarsområde (Fo 32). De nya Militärdistrikten motsvarade geografiskt sett de gamla militärområdena. Den stora skillnaden var att militärdistrikten var den lägsta nivån där chefen var territoriellt ansvarig. Inom militärdistrikten organiserades militärdistriktsgrupper, i regel en för varje län. Inom Västra Götalands län kom dock fyra militärdistriktsgrupper att organiseras, det genom att de fyra försvarsområdesgrupperna Göteborgsgruppen, Bohusgruppen, Skaraborgsgruppen och Älvsborgsgruppen organisatoriskt överfördes till Södra militärdistriktet (MD S) den 1 juli 2000.
Den 2 juni 2005 presenterade regeringen sin proposition (2004/05:160) gällande en avveckling av militärdistriktsorganisationen. I propositionen hänvisades regeringen till att "I det framtida insatsförsvaret och den beslutade insatsorganisationen finns det inte längre krav på eller behov av regional eller territoriell ledning som motiverar en särskild ledningsorganisation". Därmed ansåg regeringen att militärdistriktsorganisationen kunde avvecklas, något som Försvarsmakten även i en framställan till regeringen den 7 mars 2005 föreslagit. I dess ställe skulle fyra ledningsgrupper för säkerhetstjänst och samverkan inrättas, där ledningsgrupperna lokaliserade till Boden, Stockholm, Göteborg och Malmö. Den 16 november 2005 antog riksdagen regeringens proposition, därmed beslutades att militärdistriktsorganisationen skulle upplösas och avvecklas den 31 december 2005. Vilket innebar att militärdistriktsgrupperna omorganiserades till utbildningsgrupper och underställdes ett utbildningsförband. Detta medförde att Bohusdalgruppen överfördes från Södra militärdistriktet (MD S) till att bli en enhet inom Skaraborgs regemente (P 4) från och med den 1 januari 2006.
Den 1 januari 2013 bildades fyra militärregioner, där Västra militärregionen underställdes chefen för Skaraborgs regemente, men löd under chefen insatsledningen i Högkvarteret avseende markterritoriell ledning i fred, kris och krig. Chefen för Bohusdalgruppen var dock fortfarande underställd chefen Skaraborgs regemente gällande produktionsledning av hemvärnsförbanden samt insatsledning inom utbildningsgruppens geografiska område. Den 1 januari 2018 delades dock ledningen av Skaraborgs regemente och Västra militärregionen, det genom att en separat chefsbefattning för Västra militärregionen tillsattes. Vidare underställdes staben Västra militärregionen i ledningsfrågor direkt chefen insatsledningen i Högkvarteret. I Försvarsmaktens budgetunderlag till regeringen för 2020 föreslogs att de fyra militärregionala staberna från 1 januari 2020 skulle inrättas som egna organisationsenheter. Cheferna för militärregionstaberna föreslogs i sin tur underställas rikshemvärnschefen avseende produktion av utbildningsgrupper och hemvärnsförband. Detta medförde att utbildningsgrupperna överfördes organisatoriskt från ett utbildningsförband till de fyra militärregionala staberna. I regeringens proposition framhöll dock regeringen att den militära regionala indelningen kunde komma att justeras, det beroende på utfallet av utredningen "Ansvar, ledning och samordning inom civilt försvar" (dir. 2018:79). För Bohusdalgruppen innebar denna förändring att utbildningsgruppen överfördes från Skaraborgs regemente till att bli en enhet inom Västra militärregionen från och med den 1 januari 2020.
För att påvisa anknytningen till militärregionen, lämnades den 1 januari 2023 begreppet utbildningsgrupp till förmån för det nya begreppet militärregionsgrupp. Det för att på ett tydligare sätt anknyta mot enhetens bidrag som ett av militärregionens krigsförband, med uppgifter såväl i fred som i krig.

## Verksamhet
Chefen Bohusdalgruppen är från den 1 januari 2020 direkt underställd chefen för Västra militärregionen. Bohusdalgruppen uppgifter är att utbilda, organisera och administrera hemvärnsförbanden i nordvästra delen av Västra Götalands län. Gruppen skall vidare stödja frivilliga försvarsorganisationer. Insatser i såväl fred som under kris och krig leds i allmänhet direkt av Södra militärregionen, men Bohusdalgruppen kan ges ledningsuppgifter som till exempel att avdela en militär insatschef (MIC).

## Ingående enheter
Bohusdalgruppen utbildar en hemvärnsbataljon. Till och med den 31 december 2010 organiserades gruppen två bataljoner, Bohusläns- och WestGöta Dals hemvärnsbataljon, vilka sammanslogs och bildade den 1 januari 2011 Bohusläns hemvärnsbataljon eller 33. hemvärnsbataljonen. Från och med den 1 januari 2012 heter bataljonen Bohusbataljonen eller 40. hemvärnsbataljonen. 

### Bohusbataljonen
- 40. hemvärnsbataljonsstaben och ledningsplutonen
- 401. hemvärnsinsatskompaniet
- 402. hemvärnsinsatskompaniet
- 403. hemvärnsinsatskompaniet
- 404. hemvärnsbevakningskompaniet (Westgötadals kompani)
- 405. hemvärnsbåtplutonen
- 406. hemvärnsflyggruppen
- 407. hemvärnsmusikpluton, Hemvärnets musikkår BohusDal

## Förläggningar och övningsplatser
När Bohusdalgruppen bildades den 1 juli 1986 samlokaliserades förbandsledningen med Bohusläns regemente (I 17) på Kvarnberget vid Bäveån mittemot Fossum i Uddevalla garnison. I samband med att Bohusläns regemente med dess brigad upplöstes och avvecklades den 30 juni 1992, omlokaliserades Bohusdalgruppen från den 1 juli 1992 till Gullmarsbasen i Skredsvik. I Skredsvik samlokaliserades gruppen med Röjdykardivisionen ur Fjärde sjöstridsflottiljen samt delar ur Försvarsmaktens logistik (FMLOG).

## Heraldik och traditioner
När Bohusläns regemente avvecklades blev Bohusdalgruppen den 1 juli 1992 arvtagare och traditionsbärare till Bohusläns regemente. Från den 1 juli 2012 har traditionsansvaret övertagits av Bohusbataljonen.

## Förbandschefer
- 1986–1998: ???
- 1998–1999: Överstelöjtnant Lars Carlsson
- 1999–2004: Överstelöjtnant Lennart Ekberg
- 2004–2005: Överstelöjtnant Karl-Göran Sundvall
- 2005–2007: Örlogskapten Joe Wilhelmsson
- 2008–2014: Överstelöjtnant Niklas Hermansson
- 2014–2024: Överstelöjtnant Dan Hagman
- 2024–20xx: Överstelöjtnant Dennis Jedsmo

## Namn, beteckning och förläggningsort
| Bohusgruppen    | 1986-07-01 | – | 1997-12-31 |
| Bohusdalgruppen | 1998-01-01 | – |            |

| ??? | 1986-07-01 | – | 2000-06-30 |
| BDG | 2000-07-01 | – |            |

| Uddevalla garnison (F) | 1986-01-01 | – | 1992-06-30 |
| Gullmarsbasen (F)      | 1992-07-01 | – |            |